# 纽伦堡编年史
《纽伦堡编年史》（Nuremberg Chronicle）是一部配有丰富插图的世界历史著作。书中以圣经为基础记载了历史上的许多事件。作者为哈特曼·舍德尔（Hartmann Schedel），1493年7月12日在纽伦堡出版，语言为拉丁语。同年12月，乔格·阿特（Georg Alt）将其翻译为了德语。当时估计出版了约1400至1500本拉丁语版本及700至1000本德语版本。目前存世的约有400本拉丁语版本及300本德语版本。这本书是早期印刷书籍中编制最完善的之一，也是最早出色地将图文混排的书籍之一。
拉丁学者通常将此书拉丁语版本首页介绍中的短语Liber Chronicarum（意为“编年史之书”）作为该书的名称。英语中，则一直使用该书出版的地点将其命名为纽伦堡编年史（Nuremberg Chronicle）。德语中，则是以作者舍德尔的名字将这本书命名为Die Schedelsche Weltchronik（意为“舍德尔世界历史”）。
该书许多副本中的插图是在出版后再人工上色的。